# 赵小明
赵小明（1955年9月—），男，河北抚宁人。湖南大学建筑设计及其理论专业毕业，硕士研究生学历。

## 生平
1977年7月加入中国共产党。历任湖南省建设委员会办公室副科级干部、副主任，工程管理处处长，办公室主任，主任助理，益阳市人民政府副市长，长沙市人民政府副市长，中共长沙市委常委，湖南省人民政府副秘书长等职。2007年1月任中共张家界市委副书记，2007年4月任张家界市人民政府副市长、代市长，2007年12月正式当选市长。2012年12月31日连任市长一职。2013年3月改任湖南省委副秘书长。